# 江木衷
江木 衷（えぎ まこと/ちゅう、1858年10月25日（安政5年9月19日） - 1925年（大正14年）4月8日）は、日本の法学者。弁護士。

## 経歴
- 1858年 - 9月19日 岩国藩に生まれる
- 1884年 - 東京大学法学部を卒業
- 1885年 - 英吉利法律学校（現在の中央大学）の創立に加わる
- 1886年 - 司法省参事官・刑事局
- 1889年 - 農商務大臣秘書官
- 1890年 - 公使館書記官・外務省参事官
- 1891年 - 内務大臣秘書官
- 1892年 - 内務省参事官
- 1893年 - 弁護士（日本における最初の弁護士の一人）
- 1893年 - 法典調査会委員
- 1899年 - 法学博士
- 1906年 - 法律取調委員会委員
- 1925年 - 4月8日 逝去（享年68）。墓所は谷中霊園。

## 人物
- 詩文をよくし、冷灰と号した[1]。漢詩人の井土霊山は「自分が受け取つた手紙で先づ上手な手紙と思はるゝのは僅かに二本あつた、その一は犬養木堂先生の手紙で他の一は江木冷灰博士の手紙である」と記し、犬養毅の手紙と並べて彼の手紙を賞した[2]。
- 民法典論争で有名になった「民法出デテ忠孝亡ブ」の考案者は穂積八束ではなく江木衷だったと言われている[3]。
- 長野県の避暑地・軽井沢に別荘を建てた初期の日本人の1人である。

## 家族・親族
- 兄：江木千之。
- 妻：江木欣々。
- 養子：江木富夫。弟・江木精夫（軍人）の次男の江木富夫を養子に迎え、家督を継がせた[4]。富夫は東工輪業や天賞堂の社長などを務めた[4][5]。

## 著書
- 『法律解釈学』（1885年）
- 『現行刑法汎論』（1887年）
- 『現行刑法各論』（1888年）
- 『日本民法財産篇 物権之部』（1890年）
- 『日本民法財産篇 人権之部』（1891年）
- 『現行刑法原論』（1892年）
- 『民事訴訟原論』（1893年）
- 『陪審制度談』（1911年）
- 『冷灰全集』（1927年）